# Cergowa

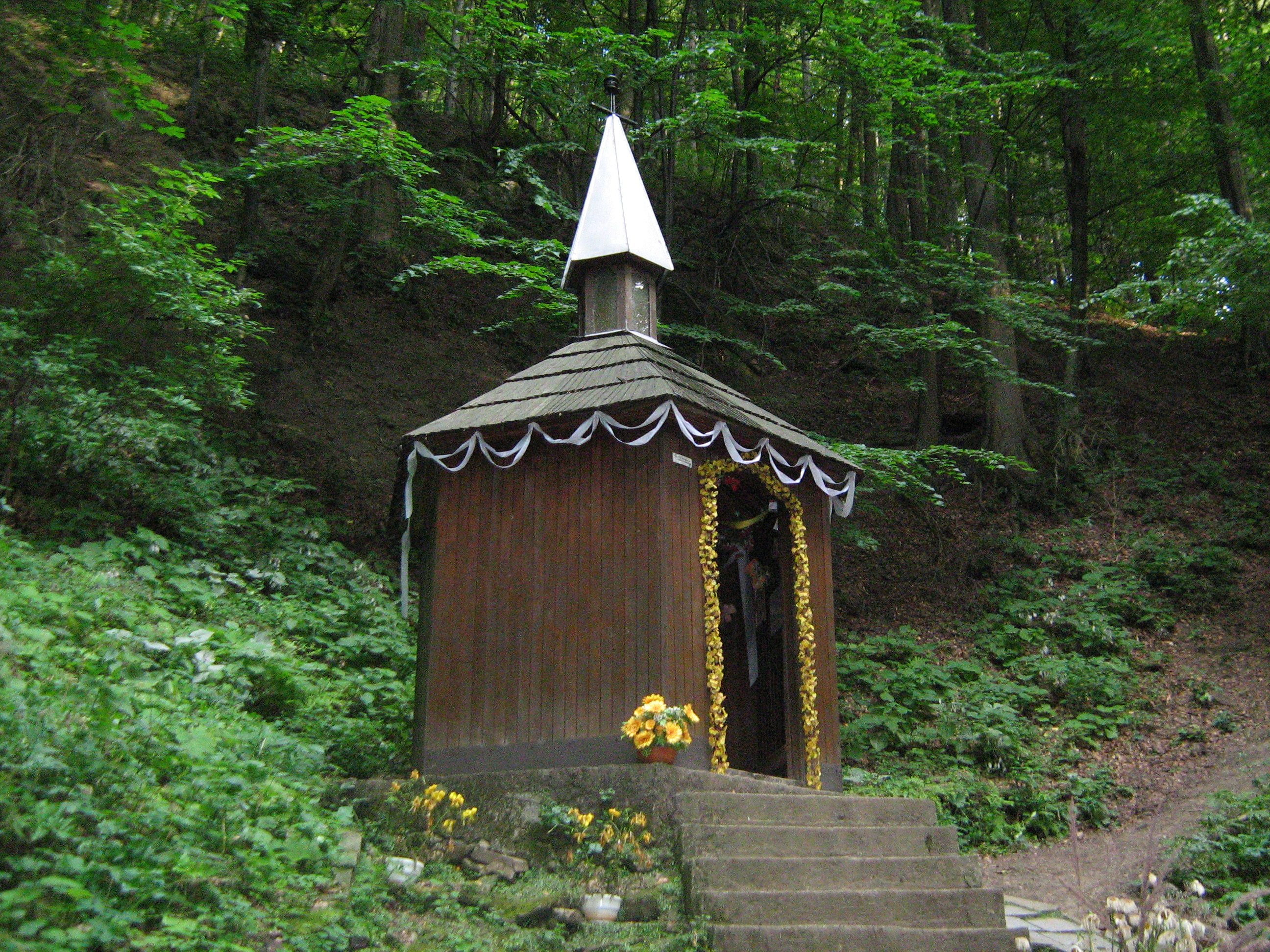
Einsiedelei in Cergowa

Cergowa ist eine Ortschaft mit einem Schulzenamt der Gemeinde Dukla im Powiat Krośnieński der Woiwodschaft Karpatenvorland, Polen.

## Geographie
Der Ort liegt am rechten Ufer der Jasiołka, unter dem gleichnamigen Berg (716 m) im Südosten in den Niederen Beskiden. Die Nachbarorte sind Dukla im Westen, Zboiska im Nordwesten, Równe im Nordosten, Jasionka im Osten, sowie Lipowica und Nowa Wieś im Süden.

## Geschichte
Im Jahr 1359 erlaubte der König Kasimir der Große einem gewissenen Marcin „de Czergowa“ ein neues Dorf Czergowa, nowam villam zu gründen. Nach Adam Fastnacht lässt diese Quelle vermuten, es gab dort eine ältere Siedlung auf dem traditionellen polnischen Recht, deswegen klassifizierte er es als eine ethnisch polnische Siedlung, möglicherweise vor dem Jahr 1340, in der Zeit des Fürstentums Halytsch-Wolodymyr. Die nichtslawische, sogar keltische oder ungarische Basis des Ortsnamens machte viele Forscher aufmerksam, jedoch nach Władysław Makarski zeugt das polnische Suffix -ów von frühen polnisch-ungarischen Kontakten über den Dukla-Pass. Nach Kazimierz Rymut wurde der Ortsname wahrscheinlich vom älteren ursprünglichen Namen des Bergs *Czergowa abgeleitet, entweder von den ungarischen Wörtern cserga (Zelt) oder csergö (Geräusch), oder rumänisch czerga (Bettdecke). Im Jahr 1384 wurde der Ort Cyrgow von der ungarischen Königin Maria an Erik von Winsen, den Bischof von Przemysł, zugeteilt.
Auf dem Grund des Dorfs wurden Jasionka, Lipowica und Nowa Wieś gegründet. Im örtlichen Wald lebte im 15. Jahrhundert der Heiliger Johannes von Dukla, von anderen gefolgt.
Das Dorf gehörte zunächst zum Adelsrepublik Polen-Litauen, Woiwodschaft Ruthenien, Sanoker Land. Bei der Ersten Teilung Polens kam Cergowa 1772 zum neuen Königreich Galizien und Lodomerien des habsburgischen Kaiserreichs (ab 1804). Ab dem Jahr 1855 gehörte die Gemeinde zum Bezirk Krosno.
1918, nach dem Ende des Ersten Weltkriegs und dem Zusammenbruch der k.u.k. Monarchie, kam Cergowa zu Polen. Unterbrochen wurde dies nur durch die Besetzung Polens durch die Wehrmacht im Zweiten Weltkrieg. In der Zwischenkriegszeit hatte das Dorf über 1000 Einwohner, größtenteils Polen. Von 1975 bis 1998 gehörte Cergowa zur Woiwodschaft Krosno.